# Gary Roberts (calciatore)
Gary Roberts (Chester, 18 marzo 1984) è un ex calciatore inglese, di ruolo centrocampista, vice allenatore del Chesterfield.

## Caratteristiche tecniche
Ala sinistra, può giocare anche come esterno sulla medesima fascia o a destra.

## Carriera
Ha segnato più di 100 gol in carriera.

## Palmarès

### Club

#### Competizioni nazionali
- Campionato inglese di quarta divisione: 2

Chesterfield: 2013-2014
Portsmouth: 2016-2017
- Football League One: 1

Wigan: 2017-2018